# Adrián Terrazas-González
Adrián Terrazas-González, född 17 oktober 1975 i Chihuahua, Mexiko, är en amerikansk multiinstrumentalist. Han spelar bland annat flöjt, saxofon, basklarinett och slagverk. Han medverkade i bandet The Mars Volta mellan 2004 och 2009 men spelar nu i ett solo-project som han kallar El Regimen Collective. Han medverkade också på Urss Bajo El Arbols EP LIN3AS M3NTAL3S. 

## Diskografi

### MedEL REGIMEN Collective
- VI (2009)

### Adrián Terrazas-González
- Cu Taan (2009)

### MedThe Mars Volta
- Frances the Mute (2005)
- Scabdates (2005)
- Amputechture (2006)
- The Bedlam in Goliath - LP (2008)

### MedOmar Rodriguez-Lopez
- Omar Rodriguez (2005)
- Please Heat This Eventually (2007)
- Se Dice Bisonte, No Bùfalo (2007)
- Omar Rodriguez-Lopez & Lydia Lunch (2007)
- The Apocalypse Inside of An Orange (2007)
- Calibration (Is Pushing Luck and Key Too Far) (2007)
- Old Money (2008)

### MedBig Sir
- Und Die Scheiße Ändert Sich Immer (2006)

### MedZechs Marquise
- Our Delicate Stranded Nightmare (2008)

### MedTroker (band)
- El Rey Del Camino (2009)

### MedUrss Bajo El Arbol
- LIN3AS M3NTAL3S (2010)

## Soundtracks

### Radio Serva/Ciudad Desnuda
- Ciudad Desnuda/MMScore EL REGIMEN Music BMI (November 2nd, 2009)
- A movie by Marcelo Fois and Ferdinando Vicentini Orgnani (November 2nd, 2009)

### Debo, no niego
- Debo, no niego/a short film music Score © 2009 EL REGIMEN Music BMI.
- A short film and animation by Gustavo Borboa and ArteyMedia.

## Utrustning
- Blåsinstrument:
  - Selmer 1949 Super Balanced Action Tenor Saxophone
  - Selmer Soloist H Tenor Saxophone Mouthpiece
  - Otto Link New York 7* Tenor Saxophone Mouthpiece/The Mars Volta Setup
  - Selmer Super Action 80 Series II Alto Saxophone
  - Selmer Super Session E Alto Saxophone Mouthpiece
  - Selmer Super Action 80 Series II Soprano Saxophone
  - Selmer Super Session G Soprano Saxophone Mouthpiece
  - Selmer 1970 Series A Bass Clarinet
  - Clark W. Fobes San Francisco Bass Clarinet Custom Mouthpiece
  - Selmer 1972 Series 10G Clarinet
  - Clark W. Fobes San Francisco Clarinet Custom Mouthpiece
  - Francois Louis Ultimate Ligature for all Saxophones and Clarinets
  - De Jacques Neck Straps
  - Yamaha Professional Flutes
  - Gonzalez Reeds

- Förstärkare:
  - Hartke KM200

- Effektpedaler:
  - Ernie Ball WAH
  - BOSS PS-5 Super Shifter
  - BOSS RC-2 Loop Station
  - Maestro woodwind Effects Box
  - Moogerfooger Ring Modulator
  - MXR Phase 90
  - DigiTech JamMan Looper Performance Loop Pedal

- Mikrofoner
  - Samson  CL8 - Multi-pattern Studio Condenser Mic
  - Samson UHF Synth 5
  - Electro-Voice RE20

### Officiella webbplatser
- Adrián Terrazas-González plays exclusively Henri Selmer Paris Saxophones and Clarinets
- Adrián Terrazas-González is a Samson Technologies Artist
- Adrián Terrazas-González is a Digidesign Technologies Artist
- Adrián Terrazas-González is a M-AUDIO Technologies Artist
- EL REGIMEN Music
- Officiell webbplats
- Officiell Myspace-profil